# 連方屋敷
連方屋敷（れんぽうやしき）は、山梨県山梨市三ヶ所新町にあった屋敷。戦国時代に甲斐武田氏の蔵前衆であった古屋氏の屋敷跡である。

## 立地と歴史的景観

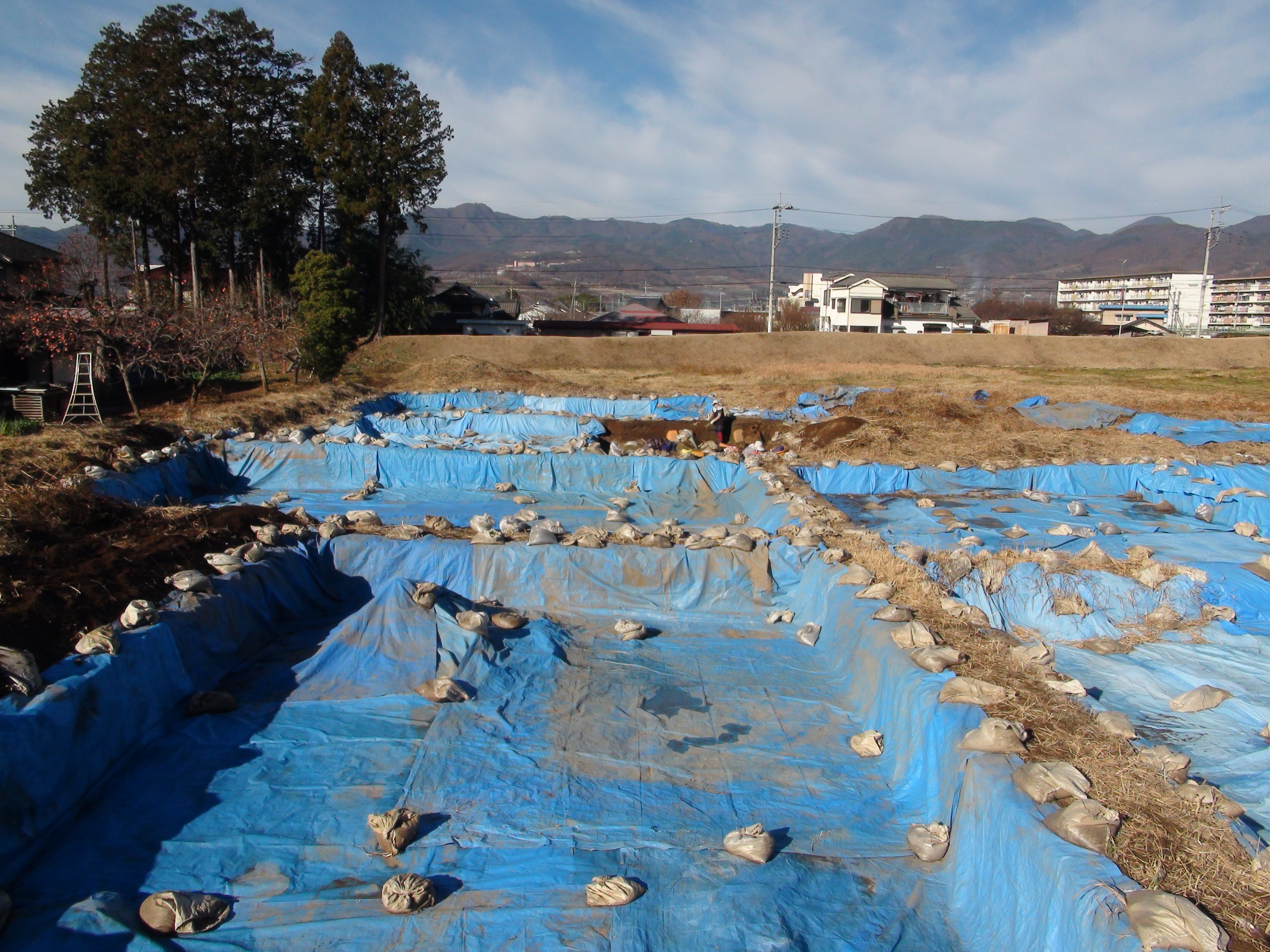
発掘調査中の連方屋敷。東側の土塁上から西方向を望む。2013年12月11日撮影。

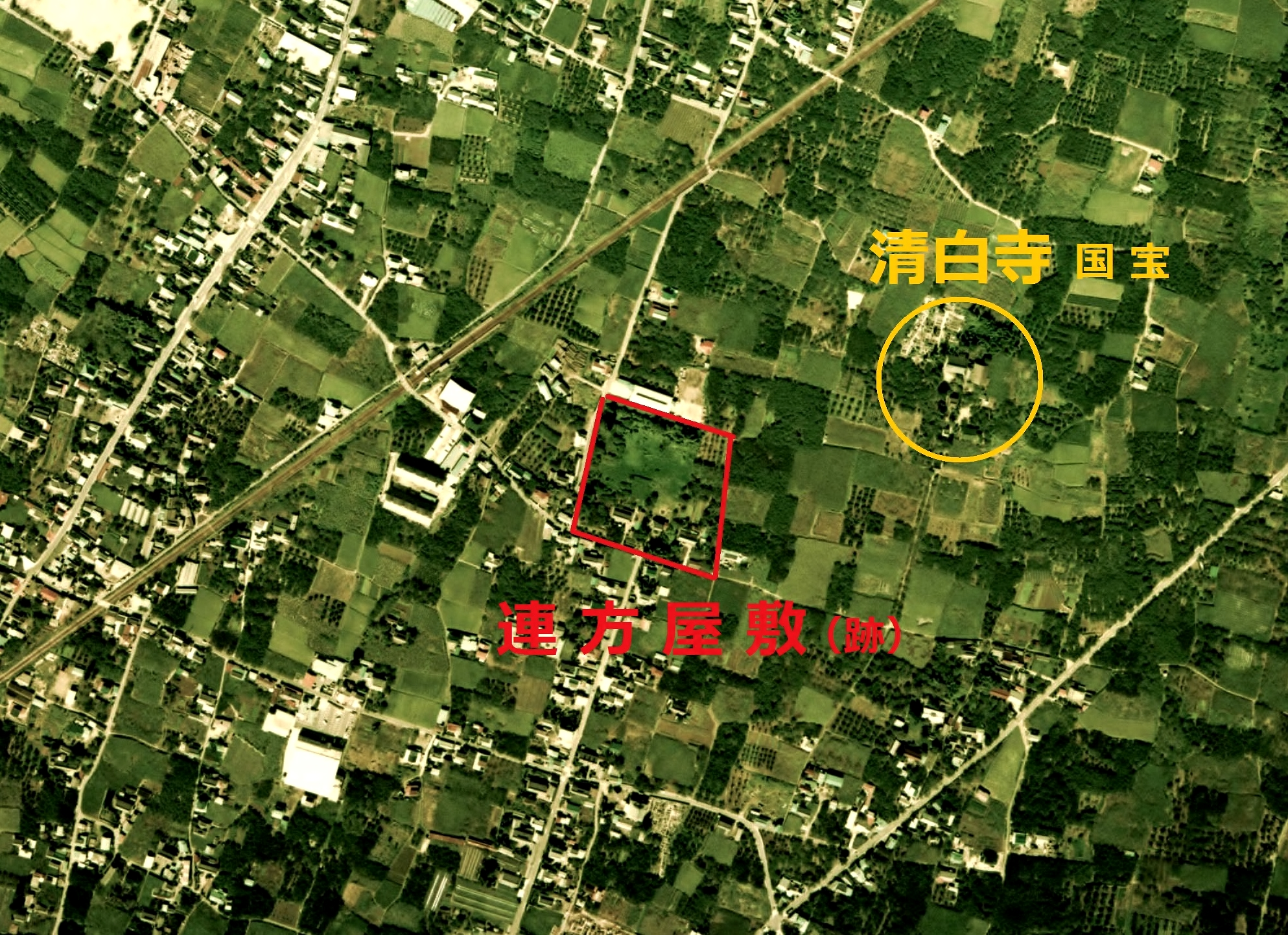
連方屋敷周辺の空中写真。赤いラインで囲んだ部分が連方屋敷である。国宝の清白寺に隣接した位置に所在する。1975年撮影。
。

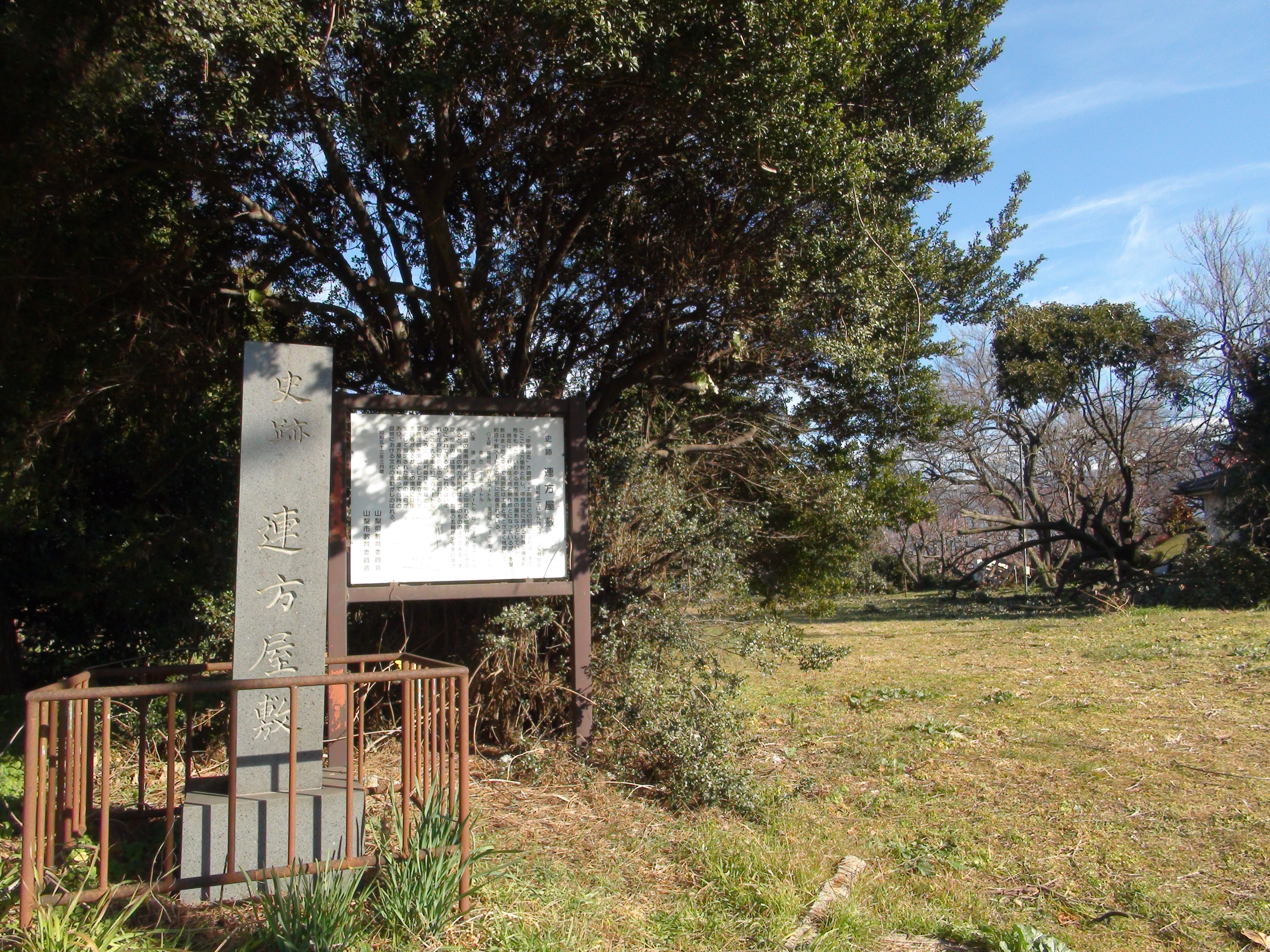
山梨県指定史跡の石碑と解説板。
2013年12月11日撮影。

所在する山梨市三ヶ所は甲府盆地北東部に位置し、一帯は青梅往還・秩父往還が合流する交通の要衝。周辺には西後屋敷の清白寺や八日市場跡がある。中世には後屋敷郷、近世には後屋敷新町が成立する。「連方屋敷」の呼称は鎌倉時代に甲斐源氏の一族安田義定の子孫・孫左衛門尉光泰が「連峯入道」を名乗り、当地に在したことに由来するとする説がある。
中世には周囲に堀や柵、土塁などの防御施設を有した武士の居館・土豪屋敷が出現し、峡東地域では中世後期の土豪屋敷として勝沼氏館（甲州市勝沼町）や於曽屋敷（甲州市塩山）が知られる。山梨市域では連方屋敷のほか、山梨市東の上野氏屋敷が存在している。
屋敷跡は一辺が約100メートル四方の不整方形で、周囲には基底部幅8メートルから15メートル、高さ2メートルから3メートルの土塁が巡らされている。北東隅の土塁は一部欠けており、鬼門除けの折邪とする説と、付近に「木戸」の地名が見られることから虎口とする説がある。土塁の外部には堀が取り巻き、北側と東側に一部が現存している。また五輪塔も散在し、かつては墓地も所在していたと考えられている。
屋敷の中央から南方には直線上の道が伸びており、左右には町割が形成されている。

## 発掘調査と館主に関する考察
甲府盆地には連方屋敷と同様に、広大な屋敷地を有する中世の屋敷跡が分布しており、現在では多くが在地の土豪層の屋敷地であると考えられている。一方、江戸後期の『甲斐国志』ではこれらの屋敷地を守護館跡と推定しており、笛吹市石和町小石和の成就院は「武田信重館跡」、笛吹市八代町北の清道院は「武田信守館跡」、甲州市塩山千野の慈徳院は「武田信春館跡」としている。『甲斐国志』におけるこれらの守護館跡の比定は多くが史料的根拠が少なく、菩提寺の所在が根拠になると考えられている。一方で連方屋敷に関して『甲斐国志』では蔵前衆・古屋氏の屋敷地に比定している。連方屋敷内には甲斐守護の菩提寺が存在せず、蔵前衆の系譜を引き継ぐ子孫が居住していることが根拠になると考えられている。
連方屋敷は1972年（昭和47年）に郷土史家の上野晴朗が、連方屋敷を武田氏の蔵前衆・古屋氏の屋敷跡と推定し、武田領国における直轄領である御料所の年貢を収納する御蔵所の在地と評価した。以来、連方屋敷を戦国期の屋敷跡とする評価が定着していたが、1994年（平成6年）には住宅工事に際して南東隅の土塁内側地点で発掘調査が実施され、集石遺稿が検出され、13世紀末期から14世紀初頭の常滑甕の破片や内耳土器が出土した。
さらに2004年（平成16年）には連方屋敷整備活用委員会が組織され、基礎的資料収集のため発掘調査が実施され、掘立柱建物跡や礎石、溝状遺構などが検出され、出土遺物は少ないが13世紀前半から13世紀中頃の高麗青磁梅瓶、大陸産の青磁碗、14世紀中頃から15世紀前半のかわらけなどが出土した。
こうした考古学的調査の進展から、連方屋敷の使用時期は戦国期から南北朝・室町期にあたる14世紀中頃から15世紀中頃に修正されることとなった。連方屋敷南方の街道は南北朝期に創建された清白寺の参道と方位が一致し、計画性を持って設定されたと考えられることからも、この見方が支持される。
こうした観点から2007年（平成19年）には数野雅彦が、連方屋敷は清白寺と密接な関わりを持った権力者の屋敷と評価し、具体的には足利尊氏の姪を室とした南北朝期の甲斐守護・武田信武やその子孫の信春・信満の居館と推定している。